# Тулумка
Тулу́мка — река в России, протекает в Пермском крае и Свердловской области. Устье реки находится в 201 км по левому берегу реки Косьва. Длина реки составляет 14 км.
Берёт начало на территории Карпинского городского округа Свердловской области, примерно в 5 км от границы с Пермским краем. Исток расположен в горах Среднего Урала, находится на южных склонах горы Домашний Камень (651 м НУМ). Течёт преимущественно в юго-западном направлении, в среднем течении перетекает в Александровский район Пермского края. Река течёт по ненаселённой местности среди холмов, покрытых таёжным лесом, скорость течения быстрая, характер течения — горный. Притоки — Тулумская Рассоха, Тулумская Рассоха 2-я (правые); Тупалка, Тулумская Рассоха 1-я (левые). Непосредственно перед впадением в Косьву выписывает большую петлю, огибая гору Ближняя Дикая (525 м НУМ).

## Данные водного реестра
По данным государственного водного реестра России относится к Камскому бассейновому округу, водохозяйственный участок реки — Косьва от истока до Широковского гидроузла, речной подбассейн реки — бассейны притоков Камы до впадения Белой. Речной бассейн реки — Кама.
Код объекта в государственном водном реестре — 10010100312111100008607.